# Wrestle Kingdom 10
Wrestle Kingdom 10 fue la décima edición de Wrestle Kingdom, un evento pago por visión (PPV) de lucha libre profesional producido por New Japan Pro-Wrestling (NJPW). El evento tuvo lugar el 4 de enero de 2016 en Tokio, Japón, en el Domo de Tokio. Fue el décimo show de Wrestle Kingdom, el cual es el acontecimiento anual más grande de NJPW y ha sido nombrado «el más grande espectáculo de wrestling en el exterior de los Estados Unidos». El acontecimiento presentó diez luchas y el evento principal fue la contienda por el IWGP Heavyweight Championship, donde Kazuchika Okada defendía su título contra Hiroshi Tanahashi.
Como parte de la asociación de intercambio de talento entre NJPW y la promoción de Estados Unidos, Ring of Honor (ROH), el evento tuvo una lucha por el ROH World Championship y el debut en NJPW de luchadores de ROH como Cheeseburger, Jay Lethal, Jay Briscoe y Mark Briscoe.

## Producción

### Ambiente
El acontecimiento fue transmitido en Japón como un pago por visión (PPV) a través de SKY PerfecTV, y mundialmente por el sitio de streaming por internet de NJPW, NJPW World. En contraposición a Wrestle Kingdom 9, el evento de este año no se transmitió por PPV en Estados Unidos, a pesar de que la transmisión del año pasado fue considerada como un "Éxito sólido". Se dice que tanto Jeff Jarrett como Ring of Honor (ROH) estaban interesados en tener a Wrestle Kingdom 10 en PPV estadounidense, pero ambos fueron rechazados por NJPW. En su lugar, NJPW anunció que el stream en internet incluiría comentarios en inglés por parte de Kevin Kelly y Matt Striker, así como el debut de Yoshitatsu, quien fue llevado para traducir japonés. Yoshitatsu es un exluchador de WWE, quien regresó a NJPW en octubre de 2014, pero se rompió el cuello tan solo un mes después y ha estado inactivo en la promoción desde entonces.

### Argumentos
Wrestle Kingdom 10 tuvo 10 luchas que involucraron diferentes luchadores de storylines y feudos pre-escritos. Luchadores descritos como héroes, villanos, o personajes poco distinguibles en el evento escrito que construyeron tensión y culminaron en una lucha o en una serie de luchas.

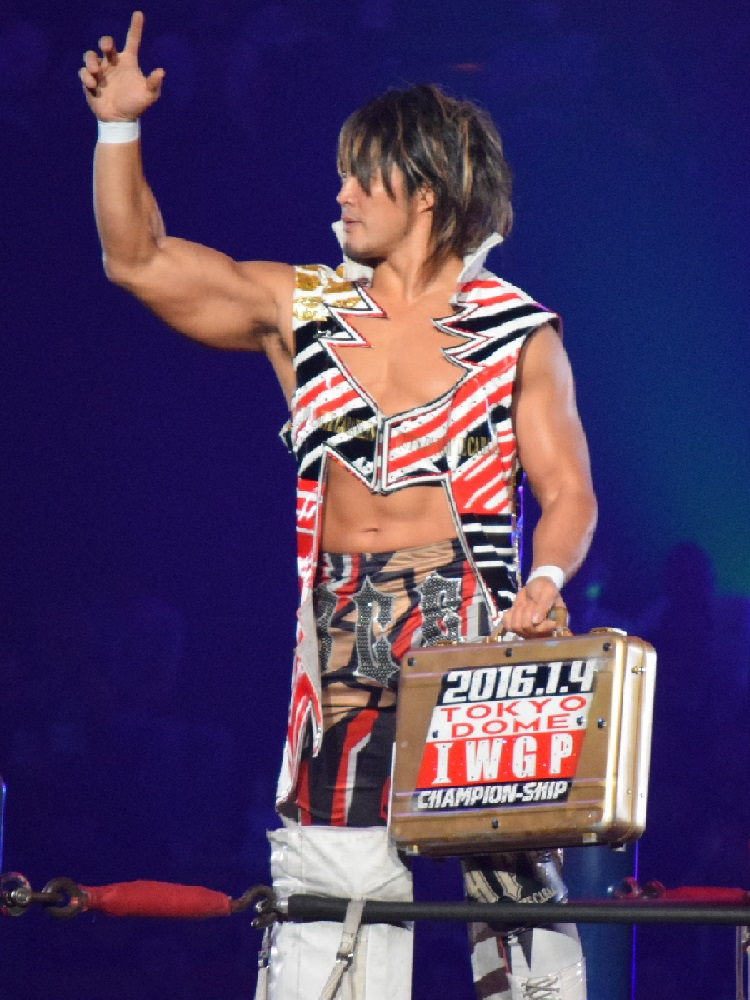
Hiroshi Tanahashi sosteniendo un maletín que contiene una lucha por el IWGP Heavyweight Championship en Wrestle Kingdom 10

Wrestle Kingdom 10 fue estelarizado por Kazuchika Okada defendiendo el IWGP Heavyweight Championship contra Hiroshi Tanahashi. Okada ganó el título el 5 de julio de 2015 al ganarle a AJ Styles en Dominion 7.5 in Osaka-jo Hall, mientras que Tanahashi se convirtió en el retador en el Domo de Tokio al ganar el 2015 G1 Climax, al ganarle a Shinsuke Nakamura en la final el 16 de agosto. En el camino al Tokyo Dome, Okada defendió exitosamente su título en la revancha de AJ Styles, mientras que Tanahashi defendió su contrato por la lucha titular contra Bad Luck Fale y Tetsuya Naito, los dos luchadores que le ganaron durante G1 Climax, induciendo a hacer oficial la pelea en el Tokyo Dome. Esto marcó la séptima lucha entre Okada y Tanahashi por el IWGP Heavyweight Championship con ambos luchadores ganando 3 luchas previas. Esto también marcó el sexto evento principal de Wrestle Kingdom consecutivo para Tanahashi, ganando todos los 5 anteriores eventos principales, dos de ellos fueron contra Okada.
La segunda lucha para Wrestle Kingdom 10 se creó el 7 de noviembre de 2015, después de que Shinsuke Nakamura defendió el IWGP Intercontinental Championship contra Karl Anderson en Power Struggle. Antes de la lucha, Nakamura anunció que iba a defender su título en el Tokyo Dome en un open challenge y llamó a su rival a que se presente a Power Struggle. Durante la lucha, el compañero de Bullet Club de Karl Anderson, A.J. Styles entró al ring e hizo un desafío por el IWGP Intercontinental Championship, el cual fue inmediatamente aceptado por Nakamura. La lucha titular fue oficializada en una conferencia de prensa dos días después. Styles fue sacado del World Tag League de fin de año de NJPW debido a una lesión en la espalda, pero fue anunciado que haría su regreso en Wrestle Kingdom 10. Esto marcaría la primera lucha de uno contra uno entre Styles y Nakamura con los dos teniendo solo un encuentro en una lucha en parejas en agosto de 2008.
Ambos títulos Junior Heavyweight de NJPW fueron defendidos en Wrestle Kingdom 10. En la lucha por el IWGP Junior Heavyweight Championship, Kenny Omega fue fijado para defender su título contra Kushida en la tercera lucha titular entre estos dos. La primera tuvo lugar el 5 de julio de 2015 en Dominion 7.5 en el Osaka-jo Hall, donde Kushida, el ganador del torneo 2015 Best Of Super Juniors derrotó a Omega para ganar el título. La revancha tuvo lucha el 23 de septiembre en Destruction in Okayama, donde Omega recuperó eltítulo con la ayudades sus compañeros de Bullet Club. El 1 de noviembre, Kushida desafió a Omega a "una lucha más", que se hizo oficial para Wrestle Kingdom el 9 de noviembre. Los IWGP Junior Heavyweight Tag Team Championship sería defendido en una lucha de cuatro esquinas. donde los reinantes campeones reDRagon (Bobby Fish y Kyle O'Reilly) fueron fijados para luchar contra Matt Sydal y Ricochet, Roppongi Vice (Trent Barretta y Rocky Romero) y The Young Bucks (Matt Jackson y Nick Jackson). Sydal y Ricochet ganaron su oportunidad por el título el 7 de noviembre al derrotar a Roppongi Vice para ganar el torneo Super Jr. en parejas 2015. De todas formas, después de la lucha tanto Roppongi Vice como The Young Bucks también reclamaron una lucha titular contra reDRagon. Roppongi Vice eliminó a los campeones IWGP Junior Heavyweight en parejas del torneo, mientras que The Young Bucks sintieron que merecpian una lucha contra reDRagon por haber perdido los títulos contra ellos el 16 de agosto. Esto condujo a que el 9 de noviembre, NJPW anunciara una lucha por el título con los 4 equipos.
Wrestle Kingdom 10 también tuvo una lucha por el IWGP Tag Team Championship con los miembros de Bullet Club Doc Gallows y Karl Anderson defiendo contra G.B.H (Togi Makabe y Tomoaki Honma) Makabe y Honma ganaron su lucha titular el 9 de diciembre al ganarle a Los Ingobernables de Japón (Evil y Tetsuya Naito) para ganar el 2015 World Tag League. Ese mismo día el campeón mundial de ROH, Jay Lethal apareció en un vídeo buscando un retador por una lucha titular en Wrestle Kingdom 10. El desafío fue aceptado esa misma noche por Michael Elgin, un luchador de ROH que ha hstado en el World Tag League. Elgin hizo su debut en NJPW durante el verano previo al G1 Climax de 2015, convirtiéndose rápidamente en uno de los favoritos de los fanes. Al día siguiente, NJPW dio marcha atrás al anuncio de la lucha por el título, en vez de esto, anunció una lucha "uno vs uno especial" entre los dos con la posibilidad de convertirse en una lucha titular. ROH anteriormente anunció que Lethal iba a defender el título contra A.J. Styles el 18 de diciembre en Final Battle. Elgin se ganó la oportunidad titular ganar el torneo de ROH de Survival of the Fittest el 14 de noviembre, declarando después que quería su oportunidad en Japón. La lucha continua un compañerismo laboral entre NJPW y ROH, la cual empezó en 2014 y fue puesta para continuar en 2016 con ROH haciendo shows en Japón y NJPW haciendo shows en Norteamérica. El 18 de diciembre, Lethal retuvo el campeonato mundial de ROH contra A.J. Styles, haciendo oficial la lucha para Wrestle Kingdom 10.
El resto de las luchas para Wrestle Kingdom 10 fueron anunciadas el 10 de diciembre. Incluida la séptima lucha titular del evento, que tendría a Tomohiro Ishii defendiendo NEVER Openweight Championship contra Katsuyori Shibata. Esta lucha derivó de World Tag League, donde Shibata cubrió a Ishii en el día inicial y el día final del torneo. Esto marcó la primera oportunidad al NEVER Openwieght Championship. Otra lucha derivada del World Tag League fue Tetsuya Naito contra Hirooki Goto, al que cubrió durante el torneo. La rivalidad entre estos dos ha sucedido durante el 2015, sin embargo, Naito ha estado más envuelto con el compañero de Goto, Katsuyori Shibata, mientras su compañero del stable "Los Ingobernables de Japón" Evil, se enfocaba en Goto. De todas formas, Shibata fue sacado abruptamente del feudo para ir por el NEVER Openweight Championship dejando a Goto para enfrentarse a Naito. NJPW dio a entender que el ganador de la lucha obtendría una oportunidad por el título. También anunciaron que un trío de Bullet Club, Bad Luck Fale, Tama Tonga y Yujiro Takahashi se enfrentarían a Toru Yano y a dos compañeros misteriosos y la segunda New Japan Rumble anual, teniendo lugar en el pre-show. El 19 de diciembre, los compañeros de Yano fueron revelados como los campeones en parejas de ROH, The Briscoes (Jay y Mark). Dos días después, NJPW anunció que la lucha sería por los nuevos campeonatos creados: los NEVER Openweight 6-Man Tag Team Championship

## Evento

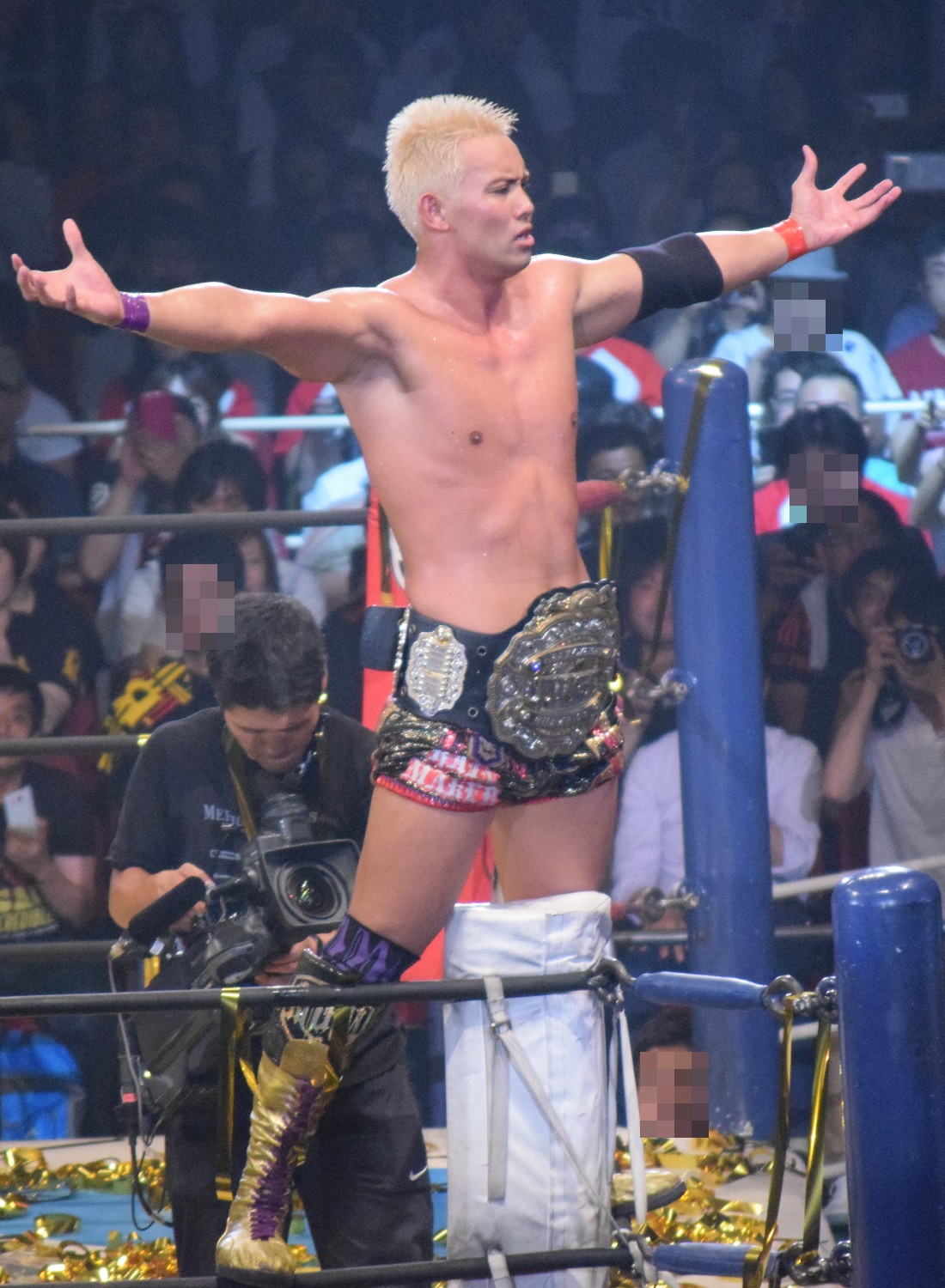
Kazuchika Okada, quién retuvo el IWGP Heavyweight Championship en el evento principal

El pre-show contuvo al New Japan Rumble. Anteriormente al evento, NJPW anunció ocho participantes para la lucha, pero terminaron siendo 18 luchadores al final. Las entradas sorpresivas incluyeron el debut del luchador de ROH, Cheeseburger, luchadores veteranos como The Great Kabuki, Hiro Saito, King Haku, Shiro Koshinaka y Yoshiaku Fujiwara y Kazushi Sakuraba, quien entró a la lucha slo una semana después de haber sido derrotado por Shinya Aoki en una lucha de Artes Marciales Mixtas (MMA). Al final, Jado, quien fue acompañado de Momoka Ariyasu, miembro de Momoiro Clover Z, eliminó a Ryusuke Taguchi para ganar la lucha.
En la lucha inaugural de Wrestle Kingdom 10, The Young Bucks derrotaron a los campeones reDRagon, Roppongi Vice y el equipo de Matt Sydal y Ricochet en una lucha de 4 esquinas para ganar los IWGP Junior Heavyweight Tag Team Championship por cuarta vez. En la segunda lucha, Toru Yano y los debutantes en NJPW, Jay y Mark Briscoe se convirtieron en los primeros campeones NEVER Openweight 6-Man Tag Team con una victoria sobre Bad Luck Fale, Tama Tonga y Yujiro Takahashi de Bullet Club. En la tercera lucha del evento, Jay Lethal retuvo el ROH World Championsip cubriendo a Michael Elgin después de golpearlo con el libro de Truth Martini, su mánager.
En la cuarta lucha del evento, Kushida ganó el IWGP Junior Heavyweight Championship por tercera vez al ganarle a Kenny Omega, después G.B.H. (Togi Makabe y Tomoaki Honma) derrotaron a Bullet Club (Doc Gallows y Karl Anderson) para ganar el IWGP Tag Team Championship, marcando el primer título en NJPW de Honma. En la única lucha no-titular del evento, Hirooki Goto derrotó a Tetsuya Naito, a pesar de la interferencia externa de Bushi y Evil los compañeros de Naito en Los Ingobernables de Japón. 
En la séptima lucha de Wrestle Kingdom 10, Katsuyori Shibata ganó su primer título individual en NJPW al derrotar a Tomohirto Ishii por el NEVER Openweight Championship. En la primera lucha individual entre Shinsuke Nakamura y A.J. Styles , Nakamura salió victorioso, reteniendo el IWGP Intercontinental Championship. Después de la lucha, Nakamura y Styles mostraron respeto entre ellos con un choque de puños. Finalmente, en el evento principal Kazuchika Okada derrotó al ganador del G1 Climax de 2015, Hiroshi Tanahashi para retener el IWGP Heavyweight Championship, haciendo su primera victoria en el Tokyo Dome contra Tanahashi y acabó con la racha de eventos principales en el Tokyo Dome de Tanahashi, con 5.

## Resultados
- Pre-Show: Jado ganó la New Japan Rumble (31:51).
  - Eliminó por último a Ryusuke Taguchi.
  - Los demás participantes de la lucha eran: Tiger Mask, Cheeseburger, Yoshi-Hashi, Máscara Dorada, Yuji Nagata, Satoshi Kojima, Hiroyoshi Tenzan, Jushin Thunder Liger, Shiro Koshinaka, Hiro Saito, King Haku, Captain New Japan, Kazushi Sakuraba, Manabu Nakanishi, Yoshiaki Fujiwara y The Great Kabuki.
- The Young Bucks (Matt & Nick Jackson) (con Cody Hall) derrotaron a reDRagon (Bobby Fish & Kyle O'Reilly) (c), Matt Sydal & Ricochet y Roppongi Vice (Baretta & Rocky Romero) en un Four-Way Tag Team Match y ganaron el Campeonato en Parejas Peso Pesado Junior de la IWGP (16:42).
  - Matt cubrió a Romero después de un «More Bang For Your Buck».
- Chaos (Jay Briscoe, Mark Briscoe & Toru Yano) derrotaron a Bullet Club (Bad Luck Fale, Tama Tonga & Yujiro Takahashi) (con Shiori) y ganaron el inaugural Campeonato en Parejas de Peso Abierto 6-Man NEVER (11:34).
  - Jay cubrió a Tonga después de un «Doomsday Device».
- Jay Lethal (con Truth Martini) derrotó a Michael Elgin y retuvo el Campeonato Mundial de ROH (12:00).
  - Lethal cubrió a Elgin después de un «Lethal Injection».
- KUSHIDA (con Ryusuke Taguchi) derrotó a Kenny Omega (con The Young Bucks) y ganó el Campeonato Peso Pesado Junior de la IWGP (12:48).
  - KUSHIDA cubrió a Omega después de un «Back to the Future».
- GBH (Togi Makabe & Tomoaki Honma) derrotaron a Bullet Club (Karl Anderson & Doc Gallows) (con Amber Gallows) y ganaron el Campeonato de Parejas de la IWGP (12:49).
  - Makabe cubrió a Gallows después de un «King Kong Kneedrop».
- Hirooki Goto derrotó a Tetsuya Naitō (con Bushi & Evil) (12:16).
  - Goto cubrió a Naito después de un «Shouten Kai».
- Katsuyori Shibata derrotó a Tomohiro Ishii y ganó el Campeonato de Peso Abierto NEVER (17:19).
  - Shibata cubrió a Ishii después de un «Penalty Kick».
- Shinsuke Nakamura derrotó a A.J. Styles y retuvo el Campeonato Intercontinental de la IWGP (24:18).
  - Nakamura cubrió a Styles después de un «Kinshasa».
- Kazuchika Okada (con Gedo) derrotó a Hiroshi Tanahashi y retuvo el Campeonato Peso Pesado de la IWGP (36:01).
  - Okada cubrió a Tanahashi después de un «Rainmaker».